# 雾海上的旅人
《雾海之上的漫游者》是德国浪漫主义画家卡斯帕·大卫·弗里德里希于1818年创作的一幅画作。画面描绘了一名男子站在悬崖上，背对观众，凝视着被浓雾笼罩的景观，雾气中有其他山脊、树木和山脉穿透而出，远处的景象似乎延伸至无尽的远方。
这幅画被视为浪漫主义运动的杰作之一，也是其最具代表性的作品之一。它被解读为自我反思或人生道路的沉思的象征，而景观则被认为唤起了崇高之感。弗里德里希在其作品中常用“背影”这一主题，《雾海之上的漫游者》可能是艺术史上最著名的背影之一，因为画中的人物位置尤为突出。这幅画也被解读为弗里德里希表达德国自由主义和民族主义情感的作品。
尽管弗里德里希在德国和俄罗斯的艺术圈中受人尊敬，但《雾海之上的漫游者》及其其他作品最初并未被视为杰作。直到20世纪初，尤其是1970年代，弗里德里希的声誉才开始上升，《雾海之上的漫游者》成为流行艺术与高雅文化的典范，广泛出现在书籍和其他作品中。画作创作后的流传情况不详，但到1939年，它已展出在柏林威廉·奥古斯特·卢茨的画廊中，1970年，画作被汉堡美术馆收藏，至今一直陈列在那里。

## 画作描述
在画面的前景中，一位男子站立在一块岩石悬崖上，背对着观众。他身穿一件深绿色外套，右手握着登山杖，左腿支撑在石峰上，挺直身躯，凝视着一片浓雾弥漫的景象。头发被风吹起，男子微微转向左侧，似乎正朝向最高的山峰。他的身形略显矮壮，卷曲的金发随风飘扬，脚下的岩石崎岖不平，显现出他仍处在上坡的过程中。画面中的雾气宛如薄雾帷幕，遮蔽了远方的深渊，只有一些裸露的岩石和零星树木从浓雾中显现出来。远处，山脉的轮廓隐约可见，山脊逐渐消失在天际，雾霭与天际线融为一体，营造出一种神秘、无尽的氛围，暗示着一个清晨的到来。
画作的背景和人物元素来源于萨克森和波希米亚的易北河砂岩山脉，这些景物最初是在户外写生的，但弗里德里希将它们带回画室，通过重新安排和构图创作出这一画面。在画面的右侧背景可以看到齐尔克尔斯坦山，而左侧的山可能是罗森山或卡尔滕山。画面前景的岩石代表了拉滕附近的冈瑞格，而漫游者所站立的岩石则是凯瑟克朗上的一组岩石。